# Circonscription de Chanicho/Golelicha
La circonscription de Chanicho/Golelicha est une des 177 circonscriptions législatives de l'État fédéré Oromia, elle se situe dans la Zone Arsi. Son représentant actuel est Hussien Geda Jillo.